# クヴァリンスク文化
クヴァリンスク文化（クヴァリンスクぶんか、英語: Khvalinsk culture、フヴァリンスク文化とも）は、前4900年から前3500年ごろロシア西南部のヴォルガ川中流域に存在した銅器時代文化。遺物や祭祀の類似性から、同時代のウクライナに存在したスレドニ・ストグ文化の東方版とも考えられる。ヴォルガ河畔にある街クヴァリンスクの付近で発見された、この時代の2か所の集団墓地から名づけられた。
集団墓地では、個人用の墓所と集団用の墓所があり、どちらも土葬。後者はおそらく家族用の墓所と考えられる。遺体は膝を立てた形の仰向けで寝かされているが、これはスレドニ・ストグ文化と共通する習慣。馬、羊、牛の遺骸がこれらの墓所で一緒に発見されており、クヴァリンスク1号遺跡では発見された人や家畜の骨158体の17%にあたる。おそらく葬儀の際に生贄として使用され一緒に埋葬されたと考えられる。ビーズの首飾り、壺、矢などの副葬品が出ている。銅製の葬具、とりわけ腕輪や首輪の類は同時代のバルカン半島からの輸入品。発見された棍棒の頭は石製で、同時代の西方の銅器文化のものと考えられる。笏も発見されており、これはステップ地帯からバルカン半島東北部にかけて広く発掘されている上部が馬の頭の形をした笏と共通している。これは、この銅器時代当時に東欧のステップ地帯の広い範囲で文化的交流がさかんに行われていたことを示している。
クヴァリンスク文化はヤムナ文化と総称される古代の文化複合を形成することになる基層的な地方文化のひとつであり、インド・ヨーロッパ語族の草創期の伝統としてさかんにクルガンを築いていた文化圏の基本的な構成要素のひとつと推測される。